# Eilema complanoides
Eilema complanoides là một loài bướm đêm thuộc phân họ Arctiinae, họ Erebidae.